# U-20-Fußball-Afrikameisterschaft 2015/Qualifikation
Die Qualifikation zur U-20-Fußball-Afrikameisterschaft 2015 wurde ausgetragen, um die sieben Endrundenteilnehmer neben Gastgeber Senegal zu ermitteln. Die Spiele fanden zwischen dem 4. April und 31. August 2014 statt.

## Modus
Die gemeldeten Mannschaften ermittelten in drei Qualifikationsrunden im K.-o.-System mit Hin- und Rückspielen die sieben Endrundenteilnehmer. Bei Torgleichheit entschied die Auswärtstorregel über das Weiterkommen. Herrschte hier ebenso Gleichstand, wurde ohne vorherige Verlängerung ein Elfmeterschießen durchgeführt.

## Vorrunde
Die Hinspiele wurden am 4. April, die Rückspiele am 27. April 2014 ausgetragen.
|                | Gesamt          |                  | Hinspiel | Rückspiel |
| -------------- | --------------- | ---------------- | -------- | --------- |
| Mosambik       | 4:2             | Namibia          | 2:1      | 2:1       |
| Malawi         | 3:2             | Botswana         | 1:1      | 2:1       |
| Swasiland      | 2:4             | Lesotho          | 0:3      | 2:1       |
| Kenia          | 0:0 (3:4 i. E.) | Tansania         | 0:0      | 0:0       |
| Seychellen     | 0:5             | Äthiopien        | 0:2      | 0:3       |
| Dschibuti      | 1:2             | Burundi          | 1:1      | 0:1       |
| Südsudan       | :               | Ruanda           | :        | :         |
| Sierra Leone   | 2:0             | Guinea           | 1:0      | 1:0       |
| Somalia        | 0:6             | Sudan            | :        | 0:6       |
| Niger          | 2:2 (5:6 i. E.) | Republik Kongo   | 2:0      | 0:2       |
| Liberia        | :               | Gambia           | 0:1      | :         |
| Elfenbeinküste | :               | Guinea-Bissau    | :        | :         |
| Tschad         | 0:4             | Libyen           | 0:1      | 0:3       |
| Tunesien       | 6:1             | Mauretanien      | 3:0      | 3:1       |
| Togo           | :               | Äquatorialguinea | :        | :         |

Südsudan, Guinea-Bissau und Äquatorialguinea zogen ihre Mannschaft zurück. Gambia wurde disqualifiziert. Zwischen Somalia und Sudan wurde nur ein Spiel ausgetragen. Die übrigen Mannschaften hatten spielfrei.

## Erste Runde
Die Hinspiele wurden am 9. Mai, die Rückspiele am 25. Mai 2014 ausgetragen.
|                | Gesamt          |                              | Hinspiel | Rückspiel |
| -------------- | --------------- | ---------------------------- | -------- | --------- |
| Mosambik       | 0:4             | Sambia                       | 0:2      | 0:2       |
| Malawi         | 3:1             | Demokratische Republik Kongo | 1:1      | 2:0       |
| Lesotho        | 4:1             | Angola                       | 3:1      | 1:0       |
| Tansania       | 1:6             | Nigeria                      | 0:2      | 1:4       |
| Äthiopien      | 0:3             | Südafrika                    | 0:2      | 0:1       |
| Burundi        | 1:2             | Kamerun                      | 0:1      | 1:1       |
| Ruanda         | 0:1             | Gabun                        | 0:0      | 0:1       |
| Sierra Leone   | 1:4             | Ghana                        | 0:2      | 1:2       |
| Sudan          | 0:5             | Ägypten                      | 0:3      | 0:2       |
| Republik Kongo | 3:3 (3:2 i. E.) | Benin                        | 2:1      | 1:2       |
| Liberia        | 1:2             | Elfenbeinküste               | 1:0      | 0:2       |
| Libyen         | 4:2             | Tunesien                     | 1:1      | 3:1       |
| Togo           | (a)4:4(a)       | Marokko                      | 0:2      | 4:2       |
| Burkina Faso   | 2:3             | Mali                         | 0:3      | 2:0       |

## Zweite Runde
Die Hinspiele wurden am 15. August, die Rückspiele am 31. August 2014 ausgetragen.
|                | Gesamt |                | Hinspiel | Rückspiel |
| -------------- | ------ | -------------- | -------- | --------- |
| Malawi         | 1:3    | Sambia         | 1:2      | 0:1       |
| Nigeria        | :      | Lesotho        | :        | :         |
| Kamerun        | 2:3    | Südafrika      | 1:1      | 1:2       |
| Ghana          | 4:1    | Gabun          | 0:0      | 4:1       |
| Republik Kongo | 3:2    | Ägypten        | 2:0      | 1:2       |
| Libyen         | 3:4    | Elfenbeinküste | 2:1      | 1:3       |
| Mali           | 2:1    | Togo           | 2:0      | 0:1       |

Lesotho trat nicht an.

## Ergebnis
Sambia, Nigeria, Südafrika, Ghana, die Republik Kongo, die Elfenbeinküste und Mali qualifizierten sich für die Endrunde.